# فرانسيس واين
فرانسيس واين (بالإنجليزية: Frances Wayne)‏ هي مغنية أمريكية، ولدت في 26 أغسطس 1924 في بوسطن في الولايات المتحدة، وتوفي بنفس المكان في 6 فبراير 1978.

## وصلات خارجية
- فرانسيس واين على موقع IMDb (الإنجليزية)
- فرانسيس واين على موقع ميوزك برينز (الإنجليزية)
- فرانسيس واين على موقع أول ميوزيك (الإنجليزية)
- فرانسيس واين على موقع ديسكوغز (الإنجليزية)